# Katharine Merry
Katharine Merry, angleška atletinja, * 21. september 1974, Dunchurch, Warwickshire, Anglija Združeno kraljestvo.
Nastopila je na poletnih olimpijskih igrah v letih 1996 in 2000, ko je osvojila bronasto medaljo v teku na 400 m in šesto mesto v štafeti 4x400 m, leta 1996 pa je dosegla osmo mesto v štafeti 4x100 m in uvrstitev v četrtfinale v teku na 200 m. Na evropskem prvenstvu leta 1998 je osvojila bronasto medaljo v štafeti 4x400 m.